# Phloiotrya foveicollis
Phloiotrya foveicollis là một loài bọ cánh cứng trong họ Melandryidae. Loài này được Pic mô tả khoa học năm 1917.